# Saint-Hermand
Saint-Hermand era una comuna francesa que estaba situada en el departamento de Vandea, de la región de Países del Loira, que en 1808 pasó a formar parte de la comuna de Sainte-Hermine.

## Demografía
| Gráfica de evolución demográfica de Saint-Hermand entre 1793 y 1800 |
|                                                                     |

Los datos demográficos contemplados en este gráfico se han cogido de la página francesa EHESS/Cassini.